# Caryomys eva
Caryomys eva (Syn.: Eothenomys eva) — это вид полёвок, принадлежащих к роду Caryomys. Встречается в центральных горных районах Китая.

## Описание
Длина тела Caryomys eva составляет от 8,3 до 10,0 см, длина хвоста от 4,6 до 6,0 см. Длина ступни составляет от 15 до 18 миллиметров, длина ушной раковины - от 10,5 до 13 миллиметров. Шерсть на спине красновато-серая, на брюшке тёмно-серая с песочно-коричневыми кончиками волос. Хвост короче половины длины тела, темно-коричневый сверху и бледно-коричневый снизу без резкой границы. Внешние поверхности кистей и стоп темно-коричневые. 
рыжей полев
Череп имеет длину от 21,0 до 24,5 миллиметра. Он сходен с таковым у Caryomys inez и отличается от него по  особенностями строения коронок коренных.

## Ареал
Caryomys eva встречается в центральных горных районах Китая на севере провинции Сычуань, на юге провинции Ганьсу и в прилегающих районах Шэньси и Хубэй.  Она живет на высоте от 2600 до 4000 метров.

## Образ жизни
Caryomys eva обитает в основном в горных лесах, а иногда и во влажных, покрытых мхом лесных районах на высоте от 2600 до 4000 метров. Питается в основном семенами, бутонами, молодыми листьями, корой и травами.

## Систематика
Caryomys eva рассматривается как отдельный вид в пределах рода Caryomys, включающего два вида. Первое научное описание этих двух видов и рода принадлежит британскому зоологу Олдфилду Томасу, который описал этот вид в 1911 году, используя коллекционные экземпляры из региона Таучоу в Ганьсу. Первоначально оба вида были отнесены к роду серых полёвок (Microtus), позже их считали представителями рода китайских полёвок (Eothenomys). Из-за формы кости полового члена (baculum) род был установлен с двумя видами в 1992 году.
Внутривидовая систематика сводится к следующему:  из гор Дасюэшань и Цюнлайшань в провинции Сычуань описан подвид C. e. alcinous со значительно более тёмным брюшком, чем ц номинальной формы. Подвил C. e. eva обитает на  остальной части ареала. Разделение двух подвидов подтверждено измерениями черепов.  
Название eva не было объяснено Томасом в первом описании, поэтому неизвестно, является ли это эпонимом  или оно было выбрано по другим причинам.

## Статус, угрозы и охрана
Хотя информации о популяции Caryomys eva мало, этот вид классифицируется  Международным союзом охраны природы и природных ресурсов (МСОП) как вызывающий наименьшее беспокойство. Это оправдано относительно большим ареалом и предполагаемой большой численностью популяций этого вида. Никакие угрозы существованию вида неизвестны, так как отсутствует информация.